# Xoel López
Deluxe foi um projeto musical de pop espanhol originário d'A Corunha, formado unicamente por Xoel López. Seus três primeiros discos foram cantados em inglês e os três seguintes em castelhano.

## História
Depois de integrar a formação do grupo corunhês Elephant Band e fazer parte do duo Lovely Luna Xoel López decide iniciar um novo projeto musical, o Deluxe. A história do Deluxe começa em maio de 2001 com a publicação do álbum intitulado Not What You Had Thought, publicado pelo selo discográfico Mushroom Pillow.
O trabalho apresenta muitas influências musicais, gravado integramente em inglês, desde sons típicos dos anos setenta até o britpop da década de noventa, obtendo uma boa acolhida por parte dos meios de comunicação e pela crítica musical espanhola em geral. Em novembro de 2001 foi publicado um compacto contendo a música "I'll See You in London", o material ocupou postos elevados na lista de vendas daquele país, algo até então pouco habitual para aquele panorama indie espanhol.
Ao longo de todo o ano o grupo fez cerca de 120 apresentações por todo a Espanha. Também participou de numerosos festivais, sobretudo de música indie, como Festimad, FIB, Sonorama, Contempopránea e Espárrago, entre outros. Ainda em 2001 foi editado o segundo compacto, Looking through the hole, que incluía, além da canção homônima, as faixas "Flowers", "Almost Fallin' down" e "It isn't Really Easy to Find a Job". Neste momento da carreira o Deluxe começa a conquistar o público estrangeiro, tornando-se conhecido em Portugal e Japão.
Em setembro de 2002 Xoel começa a gravar seu segundo álbum – chamado If Things Were To Go Wrong. Diferentemente do primeiro disco, neste aparecem duas canções em castelhano, “Bienvenido al Final” e “Que No”, sendo que esta última foi considerada uma das 200 melhores músicas de pop rock pela edição espanhola da revista Rolling Stone. Neste disco também foi incluída faixa cantada em português, “Caetano Veloso”, que evidencia sua admiração pelo cantor Caetano Veloso e pela música brasileira.
Em outubro de 2003 é publicado seu terceiro álbum de inéditas, um disco com sete faixas chamado We Create, We Destroy. Suas canções ocuparam as posições 4 e 5 da lista de vendas de singles e EP’s mais vendidos na Espanha. Além disso, em março de 2004 o Deluxe volta a publicar seu segundo disco, uma edição especial com faixas extras – algumas do primeiro álbum. O grupo segue em turnê até setembro de 2004, então Xoel começa a trabalhar no próximo álbum, também retoma seu projeto paralelo com Félix Arias, Lovely Luna.
Em março de 2005 é publicado o terceiro álbum da banda, Los Jóvenes Mueren Antes de Tiempo, porém desta vez o inglês dá lugar ao espanhol, o disco é interpretado integramente em castelhano. É o último trabalho do Deluxe publicado pelo selo independente Mushroom Pillow. Xoel segue ditando sua visão sobre a música pop independente em seu país, centrando-se em guitarras, baixos e baterias e deixando de lado os sons mais eletrônicos. Neste trabalho o Deluxe se afasta das influências britpop. O cantor considera que este disco anuncia uma nova fase, servindo de ponte para as mudanças que refletirá no trabalho seguinte. O álbum é escolhido pela revista Rolling Stone como melhor disco espanhol do ano.
Resultante de suas colaborações e parcerias no Laboratorio Ñ surge a canção “Colillas en el Suelo”, que passaria a ser a música de divulgação do seu primeiro disco com a nova gravadora, Virgin/EMI. O álbum publicado em 2007 foi batizado Fin de un Viaje Infinito. 
Xoel conta que os primeiros rascunhos da música single foram escritos em um hotel dias antes de chegar à Argentina para o Laboratório Ñ. O encontro e convivência, entre os dias 8 e 22 de novembro de 2005 em Buenos Aires, com os companheiros de música, tais como Iván Ferreiro e Quique González, foi decisivo para finalizar a canção. Este disco conta com numerosas colaborações, como a participação de Iván González, Pablo Novoa, Sara (Rubia), Leiva (do grupo Pereza) e Miguel (Maga). Assim como o último trabalho, neste disco o Deluxe se volta para o pop mais comercial, mas isso não o impede de continuar participando de festivais e cenário independente.
Entre as turnês de apresentação do seu último disco o Deluxe convidava seus fãs a reunirem-se todas as terças-feiras de cada mês para conhecerem uma canção inédita – iniciativa nomeada Una Canción al Mes. Após as apresentações a música tocada era vendida via Internet em algum tipo de plataforma digital (iTunes, Pixbox, OD2). Essas canções deram vida ao álbum "Reconstrucción" (2008), que inclui dez faixas inéditas e cinco músicas reeditadas de álbuns já publicados. O disco veio acompanhado de um DVD com videoclipes e tomadas de apresentações ao vivo, com edição limitada de 5.000 cópias.
No fim de 2008 Xoel López toma a decisão de finalizar o projeto Deluxe justificando que já não estava mais de acordo com os rumos que o projeto havia tomado. Então decidiu fazer uma incursão pela América, fixando residência na Argentina e aproveitando para viajar para o Chile, Brasil, México e Estados Unidos, entre outros países. Xoel busca com isso experiências musicais, novos parceiros e inspiração para seus trabalhos futuros.

## Discografia

### Álbuns
- Not What You Had Thought (2001, Mushroom Pillow)
- If Things Were to go Wrong (2003, Mushroom Pillow)
- We Create, We Destroy (2003, Mushroom Pillow)
- Los Jóvenes Mueren Antes de Tiempo (2005, Mushroom Pillow)
- Fin de un Viaje Infinito (2007, Virgin/EMI)
- Reconstrucción (2008, Virgin/EMI)

### Compactos
De "Not What You Had Thought"
- I'll see you in London (2001, Mushroom Pillow)
- Looking Through the Hole (2001, Mushroom Pillow)

De "If things were to go wrong"
- Danke Schöen EP (2004, Mushroom Pillow)
- Que No (2004, Mushroom Pillow)

De "Fin de un viaje infinito"
- Colillas en el Suelo (2007, Virgin/EMI)